# Charlotte Puder
Charlotte Puder (* 1986 in Leipzig) ist eine deutsche Schauspielerin.

## Leben
Charlotte Puder stammt aus Leipzig und studierte dort an der Hochschule für Musik und Theater „Felix Mendelssohn Bartholdy“, wo sie 2009 ihren Abschluss erlangte. Im Anschluss übernahm sie Engagements am Staatsschauspiel Dresden in Dresden und in Bielefeld. 2012 begann sie, freischaffend zu arbeiten, und gründete in der Kolonnadenstraße Leipzig die „Hopfe“, ein Ladengeschäft und Künstlertreff mit Auftritten und Ausstellungen. Gemeinsam mit Heike Geißler ist sie Gründungsmitglied des Kollektivs „George Bele“.

## Filmografie
- 2010–2023: SOKO Leipzig (Fernsehserie, 2 Folgen)
- 2017: Notruf Hafenkante (Fernsehserie, 1 Folge)
- 2017: Genius (Fernsehserie, 1 Folge)
- 2017: In aller Freundschaft – Die jungen Ärzte (Fernsehserie, 1 Folge)
- 2017: Familie Dr. Kleist (Fernsehserie, 1 Folge)
- 2020: Die Hochzeit
- 2020: Deutschland 89 (Fernsehserie, 1 Folge)
- 2022: Der Bergdoktor (Fernsehserie, 1 Folge)
- 2022: SOKO Wismar (Fernsehserie, 1 Folge)
- 2023: In aller Freundschaft (Fernsehserie, 2 Folgen)
- 2024: Mein Traum – Meine Geschichte (Fernsehserie, 1 Folge)
- 2024: Spreewaldkrimi: Böses muss mit Bösem enden (Fernsehreihe)